# 5233 Nastes
5233 Nastes è un asteroide troiano di Giove del campo troiano. Scoperto nel 1988, presenta un'orbita caratterizzata da un semiasse maggiore pari a 5,1476608 au e da un'eccentricità di 0,0451970, inclinata di 3,37790° rispetto all'eclittica.
L'asteroide è dedicato a Naste, condottiero dei Cari.